# Anne Mungai
Anne G. Mungai, née en 1957, est une enseignante et réalisatrice kényane, connue notamment pour son long métrage, Saïkati, sorti en 1992, qui relate le parcours de jeunes femmes africaines et les défis auxquels elles sont confrontées dans l'Afrique postcoloniale.

## Biographie
Née en 1957, Anne Mungai suit une formation à l'Institut kényan de communication de masse (Kenya Institute of Mass Communication ou KIMC) et au Centre culturel américain de Nairobi, au Kenya. Elle complète cette formation par des cours de perfectionnement en écriture et réalisation de films en Allemagne, et  à l'université Daystar, à Nairobi, au Kenya. Elle travaille au KIMC et est également la fondatrice-directrice du Shangilia Street Children's Theatre, tout en maintenant en parallèle une activité de réalisatrice : elle réalise des documentaires, docu-fictions et longs-métrage,. Mais sur cette activité de réalisatrice, elle est confrontée tout au long de son parcours à des problèmes de ressources financières et de distribution de ces films, bien qu’aidée financièrement par l’Institut kényan de communication de masse pour lequel elle travaille comme enseignante.
Sa carrière de réalisatrice  de films débute en 1980 avec son premier court métrage intitulé Nkomani Clinic. Puis elle réalise de nombreux courts et moyens métrages, ainsi que son premier long métrage, Saïkati,,. L’héroïne de ce film est partagée entre les pratiques culturelles africaines traditionnelles et celles apportées par le monde occidental pendant la colonisation.
Le film dépeint en effet une jeune femme nommée Saïkati, en conflit entre son désir d'aller à l'université, en ville, pour compléter sa formation et son attachement à sa culture. L’organisation par  ses parents d’un mariage avec le fils du chef du village la décide à s'éloigner de la vie traditionnelle et à vivre avec sa cousine Monica en ville. Monica affirme en effet pouvoir l'aider à trouver un emploi qui soit compatible avec la poursuite d'études. Cependant, une fois arrivée en ville, Saikati se rend compte que sa cousine est une prostituée et que l'emploi qu'elle lui a réservé relève de la même profession.

## Principaux films
- 1980 : Nkomani Clinic
- 1980 : The Beggar’s Husband
- 1981 : The Tomorrow’s Adult Citizens
- 1982 : Together We Build
- 1986 : Wekesa at Crossroads
- 1990 : Productive Farmlands
- 1991 : Faith
- 1991 : Root 1
- 1993 : Saïkati
- 1993 : Pongezi
- 1994 : Usilie Mtoto wa Africa/Don’t Cry Child of Afrika
- 1998 : Tough Choices
- 1998 : Saikati The Enkabaani
- 2000 : Promise of Love

### Articles Connexes
- Wairimu Kiambuthi